# Dagbok för alla mina fans (film)
Dagbok för alla mina fans är en amerikansk familjekomedi baserad främst på boken Dagbok för alla mina fans: Gregs bravader av Jeff Kinney. Den kom ut direkt på DVD den 19 mars 2010. Filmen handlar om Greg Heffleys (spelad av Zachary Gordon) liv under sitt första år på middle school. En annan stor roll är hans bästa kompis Rowley Jefferson (spelad av Robert Capron).